# HMS M26
HMS M26 var en svensk minsvepare som byggdes på Bröderna Larssons varv och mekaniska verkstad i  Kristinehamn under våren 1941. M26 byggdes på samma ritningar som systerfartygen M15 till och med M26. M26 sjösattes sommaren 1941 och levererades till flottan den 25 september samma år. Efter många år som minsvepare och under 1970-talet som röjdykarfartyg i 6. minröjningsavdelningen och 1. röjdykardivisionen utrangerades hon den 1 november 1989. M26 flyter idag fortfarande och är i originalskick utan ombyggnad som systerfartygen M21, M22, M24 och M25 fick 1993. M20 har även samma ombyggnad om även under andra omständigheter då M20 var i FMV:s Minbyrå som försöksfartyg under tiden 1967 - 1993. Idag är M26 privatägd och registrerad som fritidsbåt med namnet Dorian Gray.